# Anita-Berber-Park
Der Anita-Berber-Park liegt im Berliner Ortsteil Neukölln westlich der Hermannstraße in der ehemaligen Einflugschneise des Flughafens Tempelhof. Er wurde 2017 nach der deutschen Tänzerin, Schauspielerin und Selbstdarstellerin Anita Berber benannt.

## Geschichte
In der schnell wachsenden Luisenstadt kam es Mitte des 19. Jahrhunderts zu Engpässen bei Beerdigungen. Die Friedhöfe waren schnell belegt. 1865 erwarben daher die Kirchengemeinden St. Thomas, St. Jacobi sowie St. Michael vor den Toren Berlins jeweils Ackerflächen, um dort weitere Friedhöfe anzulegen. Dennoch war bereits 1872 der östlich der Hermannstraße angelegte St.-Thomas-Friedhof ebenfalls fast vollständig belegt. Die Kirchengemeinde beschloss daher, westlich der Straße einen weiteren Friedhof anzulegen, den Neuen St.-Thomas-Friedhof. 1928 wurde dort die Namensgeberin Anita Berber beerdigt. In unmittelbarer Nähe zum Gelände entstand Anfang des 20. Jahrhunderts der Flughafen Tempelhof.
Nach dem Ende des Zweiten Weltkrieges holzten die Anwohner die Bäume auf dem Friedhof weitgehend ab, um 1948 eine provisorische Start-/Landebahn-Befeuerung auf dem Friedhofsgelände zu errichten. Die zentrale Sichtachse der beiden Friedhöfe, die mit Platanen gesäumte Allee, blieb dabei jedoch erhalten, ebenso die 1898 errichtete Einfriedung bestehend aus einer Mauer an der Hermannstraße. Überlieferungen zufolge glich der Friedhof während der Berliner Luftbrücke einem „Rummelplatz“. In der Erwartung, dass Rosinenbomber im Anflug auf Tempelhof Hilfsmittel abwerfen würden, sollen dort Menschen über die Gräber „getobt“ sein. 1961/1962 wurden die Signalmasten aus Stahl durch neue Masten aus Beton ersetzt. Sie waren bis zur Schließung des Flughafens im Jahr 2008 in Betrieb und stehen zusammen mit der Einfriedungsmauer unter Denkmalschutz. Ab dem Ende der 1980er Jahre wurden auf dem Friedhof keine Beisetzungen mehr durchgeführt. Nach dem Ablauf der Liegefristen ebneten Bestattungsfachkräfte die Gräber nach und nach ein; 2012 schloss der Friedhof.
2015 initiierte der Bezirk Neukölln ein Bürgerbeteiligungsverfahren mit dem Ziel, die Grünfläche behutsam zu entwickeln. Zur Finanzierung griff der Bezirk auf Mittel zurück, die für Ausgleichsmaßnahmen für den 16. Bauabschnitt der A 100 bereitgestellt worden waren. Die Kosten beliefen sich auf rund zwei Millionen Euro, darunter 354.000 Euro für den Landschaftsarchitekten. Für das Mobiliar standen 66.000 Euro zur Verfügung. Am 10. Juli 2017 wurde der neu gestaltete Park der Öffentlichkeit übergeben.

## Ausgestaltung

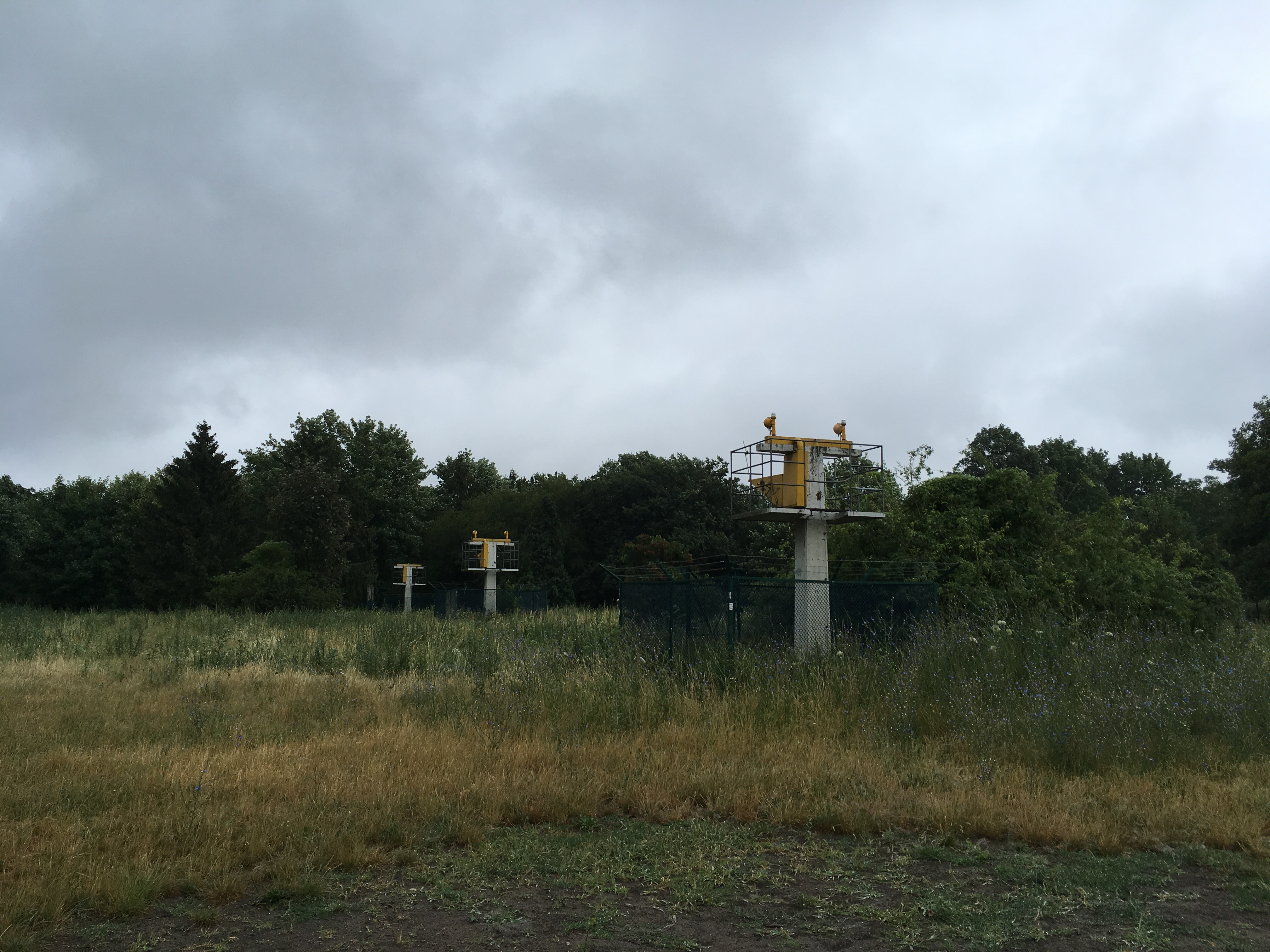
Ehemalige Start-/Landebahn-Befeuerung im Park

Neben der Parkgestaltung war es ein erklärtes Ziel der Senatsverwaltung, „besondere Lebensräume sowie Lebensraumstrukturen für Pflanzen und Tiere zu erhalten und zu fördern“. Der alte Baumbestand mit Höhlen und Totholz wurde dabei weitgehend beibehalten. Durch die frühere Nutzung als Friedhof fanden die Landschaftsarchitekten eine hohe Vielfalt an Gehölzen vor. Hinzu kamen zahlreiche Rasenflächen und Wiesen. Diese wurden durch partielle Neuansaaten und gezieltes Mähen neu belebt. Handwerker errichteten zahlreiche Sitzgelegenheiten; eine Hundeauslaufwiese entstand. Neben dem vorhandenen Eingang an der Hermannstraße errichteten die Landschaftsarchitekten mittels zweier Treppen und einer Rampe an der Leinestraße insgesamt drei neue Zugänge zum Park.
Im Jahr 2017 wurden im Park 20 verschiedene Brutvogelarten nachgewiesen, darunter die Nachtigall.